# Cardesse
Cardesse é uma comuna francesa na região administrativa da Nova Aquitânia, no departamento dos Pirenéus Atlânticos. Estende-se por uma área de 7,61 km². Em 2010 a comuna tinha 300 habitantes (densidade: 39,4 hab./km²).